# Christoph Mülleneisen senior
Christoph Mülleneisen sr. (* 19. Mai 1866 in Köln; † 11. Juni 1925, vermutlich in Berlin) war ein deutscher Kinobetreiber und -produzent, ein Pionier der deutschen Kinematographie.

## Leben und Wirken
Mülleneisen hatte im deutschen Kinowesen Pionierarbeit betrieben. Allein in seinem frühen Wirkungsfeld, an Rhein und Ruhr, betrieb er rund um das Jahr 1910 bereits 15 Kinosäle. 1911 gelang es Mülleneisen, dem Düsseldorfer Konkurrenten Ludwig Gottschalk, der im Jahr zuvor den dänischen Kassenschlager Afgrunden von Urban Gad und mit Asta Nielsen in der Hauptrolle in Deutschland herausgebracht hatte, beide dänischen Filmpioniere vor der Nase wegzuschnappen und sowohl Nielsen als auch Gad nach Deutschland zu holen. Mülleneisen plante, sie für seine Deutsche Kinematographen-Gesellschaft (Dekage) zu verpflichten.
Nachdem die beiden Dänen jedoch bei der sehr viel mächtigeren Deutschen Bioscop in Berlin unter Vertrag genommen waren, verließ Mülleneisen Köln und ließ sich ebenfalls in Berlin (Stadtteil Charlottenburg) nieder. Hier versuchte er sich, mit deutlich weniger Erfolg versprechenden Filmkünstlern wie die einstige Nielsen-Parodistin Lissi Nebuschka und die korpulente Manny Ziener als Stars seiner Filme, als Produzent durchzusetzen. Noch vor Ende des Ersten Weltkriegs musste Mülleneisen seine Filmproduktion jedoch wieder einstellen und konzentrierte sich seine verbleibenden Lebensjahre ganz auf das Verleihgeschäft.
Sein Sohn Christoph Mülleneisen junior hatte beim Vater gelernt und war in seinem Namen in der Kaiserzeit und den ersten Jahren der Weimarer Republik in entfernte Länder (z. B. ins Osmanische Reich) gereist, um den Vertrieb deutscher Stummfilme zu fördern. Zur Zeit des Tonfilms trat Mülleneisen junior als recht erfolgreicher Spielfilmproduzent in Erscheinung.

## Filmografie
- 1912: Hohes Spiel
- 1913: Seine Karriere
- 1913: Sein letzter Wille
- 1913: Lichtgasse 14
- 1913: Winterflirt (auch Regie)
- 1913: Aus schwerer Zeit
- 1913: Hexenzauber
- 1914: An der Grenze
- 1915: Liebet die Männer
- 1915: Die Erben des Geizhalses
- 1915: Die dicke Berta
- 1915: Raffles, das Rätsel der Großstadt
- 1916: Und die Liebe siegt
- 1916: Homunkulieschen
- 1917: Ein gefährliches Spiel

## Einzelnachweis
1. ↑  einige Quellen nennen Wilhelmshaven

| Personendaten    | Personendaten                             |
| ---------------- | ----------------------------------------- |
| NAME             | Mülleneisen, Christoph senior             |
| KURZBESCHREIBUNG | deutscher Kinobetreiber und Filmproduzent |
| GEBURTSDATUM     | 19. Mai 1866                              |
| GEBURTSORT       | Köln                                      |
| STERBEDATUM      | 11. Juni 1925                             |
| STERBEORT        | Deutschland                               |